# Vol Aeroflot 2230
Le vol Aeroflot 2230 était un vol intérieur de passagers reliant Iekaterinbourg (alors Sverdlovsk) à Tachkent qui s’écrasa après le décollage, le 16 novembre 1967, tuant les 107 personnes à bord (dont douze enfants). La cause exacte de l'accident reste inconnue. À cette époque, ce fut l’accident le plus meurtrier de l'aviation de la République socialiste fédérative soviétique de Russie et le pire accident impliquant un Il-18.

## Équipage
L'équipage se composait du commandant Iouri Abatourov, du copilote Nikolaç Mikhaïlov, du navigateur Anatoli Zagorski, de l’ingénieur de vol Viktor Ospichtchev, du radio Iori Iefremov et des trois hôtesses de l'air: Rimma Lombina, Valentina ChaChkova et Marina Chvedova.

## Accident
L'avion avait été autorisé à décoller de l'aéroport de Koltsovo à 21h02 heure locale. En cabrage à une vitesse de 340 à 350 km/h, l'avion tourna soudainement vers la droite à une altitude de 140 à 150 m et commença à rapidement à perdre de l’altitude, s’écrasant, avec une vitesse horizontale de 440 km/h et une vitesse verticale de 20 m/s, dans un champ labouré,. L’état de l'avion, complètement désintégré, compliqua par la suite l’enquête sur l’accident. Des incendies se déclenchèrent également sur le site de l’écrasement.
Le rapport d'enquête proposa deux causes possibles: une poussée, pendant un court moment, négative en raison d’une panne du moteur situé à l'extrême de l’appareil et une mauvaise indication de l'assiette, même si ces deux causes ne peuvent conduire à une catastrophe, qu’en présence d'autres facteurs.